# SkyHook JHL-40
SkyHook JHL-40 je predlagana hibridna zračna ladja z rotorji. 9. julija 2008 je Boeing oznanil sodelovanje s kanadskim podjetjem SkyHook International pri razvoju.
Zrakoplov bi imel lastnosti blimpa in helikopterja. Vzgon bi zagotavljal  helij, za pomoč pri vzletu in vzpenjanju pa bi ji pomagali rotorji. Tovorna kapaciteta bi bila do 40 ton, doseg pa do 300 kilometrov. Brez tovora bi bil doseg 1200 kilometrov.
JHL-40 je akronim za Jess Heavy Lifter.